# Hamilton Heights (Manhattan)
Hamilton Heights es un barrio de la Ciudad de Nueva York en el borough de Manhattan. Colinda con Manhattanville al sur y Washington Heights al norte.
Es la parte situada más hacia el oeste de Harlem, y contiene el barrio de Sugar Hill.

## Sitios notables

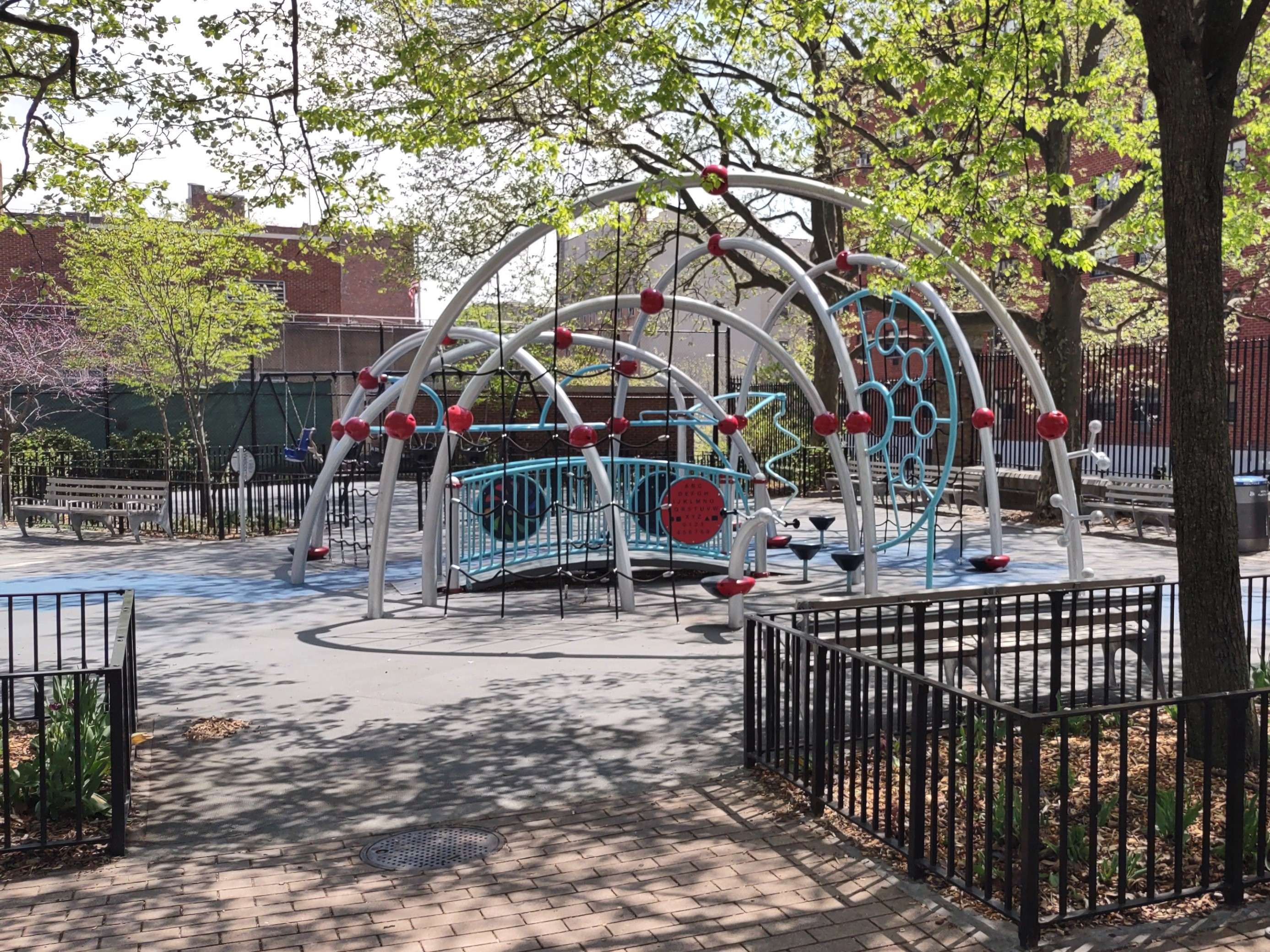
Looking southeast on a sunny midday.

En Hamilton Heights se ubican el City College of New York (CCNY), Dance Theatre of Harlem, The Harlem School of the Arts y Aaron Davis Hall.
El barrio tiene muchos parques, entre ellos se encuentra el Riverbank State Park, en Riverside Park y se encuentra a lo largo de Río Hudson pero dentro de Hamilton Heights.
Historic Hamilton Heights comprende el Distrito Histórico de Hamilton Heights y Hamilton Heights/Sugar Hill Historic District Extension, ambos designados por la New York City Landmarks Preservation Commission. En el barrio también se encuentra el Cementerio de la Iglesia de la Trinidad.

## Transporte
El servicio 1 del Metro de Nueva York en Hamilton Heights tiene una estación en la  Calle 137–City College y la Calle 145. Los trenes del servicio  A y D pasan por la Avenida St. Nicholas, proveyendo servicio en la Calle 145.  La estación del servicio C comparte servicio con los trenes de la línea A en las calles 135, 145 y 155. Mientras que la línea B lo hace con los trenes de la línea D en las calles 135, 145 y 155.